# 小海魴
小海魴為輻鰭魚綱海魴目甲眼的鯛科的其中一種，分布於全球三大洋海域，棲息深度180-650公尺，體長可達14公分，棲息在泥底質海域。